# Grammodes excellens
Grammodes excellens är en fjärilsart som beskrevs av Lucas 1892. Grammodes excellens ingår i släktet Grammodes och familjen nattflyn. Inga underarter finns listade i Catalogue of Life.